# Beatrice Esegio
Beatrice Esegio (Mirano, 1º ottobre 2004) è una nuotatrice artistica italiana.

## Palmarès
- Europei

Belgrado 2024: argento nella gara a squadre (programma libero), bronzo nella gara a squadre (programma tecnico) e nella gara a squadre (programma combinato)
Funchal 2025: argento nella gara a squadre (programma libero)

### Coppa del Mondo
- 3 podi:
  - 1 vittoria (1 nella gara a squadre)
  - 1 secondo posto (1 nella gara a squadre)
  - 1 terzo posto (1 nella gara a squadre)

#### Coppa del mondo - vittorie
| Data           | Luogo    | Paese  | Disciplina  |
| -------------- | -------- | ------ | ----------- |
| 14 maggio 2023 | Soma Bay | Egitto | Team libero |